# 組織發展理論
組織發展（英語：Organization Development，簡稱OD）興起於公元1940年代，主要推動者是库尔特·扎德克·勒温（Kurt Zadek Lewin）教授。組織發展融會相關學科知識，提出組織是應現代社會環境快速變遷的因應技術，及「干預技術」（interventions）。
組織發展理論的源起，一方面是因為組織得適應不斷變遷的環境，而強調「計畫變遷」策略的運用，和實現組織目標的大前提之下，可以提供個人自我實現的機會，讓個人目標、組織目標互相協調。另一方面則是由於受到李文教授所領導的「實驗室訓練法」、「調查研究和回輸方法」兩項衝擊。

## 實驗室訓練
亦稱作敏感性訓練（Sensitivity training）或著是感應訓練或稱T團體，其為讓參與訓練人員於一種無結構的安排之下，彼此在相互影響之中學習，利用團隊討論已達成行為改變的目的。

## 調查研究和回輸方法
傅蘭琪（Wendell L. French）等人所稱的「調查研究和回輸方法」這是指態度研究和資訊回輸在工廠訓練的應用。此研究仍以李文為先導，其研究結果逐漸成為組織發展理論和技術的基礎。

## 行動研究
亦稱作「實做研究」如果組織成員要把研究成果運用在管理變革上，所從事的研究就得和行動具有密切的連結。組織成員和社會科學家必須同心協力的去蒐集組織如何運作的資料，分析問題形成的原因，設計並且執行解決的方法。在行動之後，必須蒐集進一步的資料並且評估實施的成效。接著繼續進行資料蒐集和實施行動的循環過程。實做研究多數組織發展應用技術的主幹。成為組織最廣泛運用的方式，組織多半以系統化的方式調查組織的資料，蒐集分析並回饋給組織，而組織也會進行行動方案規劃；執行及進行後續的資料蒐集。